# إدموند كروفورد
إدموند كروفورد (31 أكتوبر 1906 في المملكة المتحدة - 13 ديسمبر 1977 بلندن في المملكة المتحدة) (بالإنجليزية: Edmund Crawford)‏ هو مدرب كرة قدم ولاعب كرة قدم بريطاني في مركز الهجوم. لعب مع نادي ليتون أورينت ونادي ليفربول ونادي هاليفاكس تاون.

## وصلات خارجية
- إدموند كروفورد على موقع قاعدة بيانات كرة القدم.إي يو (الإنجليزية)
- إدموند كروفورد على موقع عالم كرة القدم.نت (الإنجليزية)